# Ceratozamia kuesteriana
Ceratozamia kuesteriana Regel, 1857 è una pianta appartenente alla famiglia delle Zamiaceae, endemica del Messico.

## Descrizione
È una cicade pachicaule con fusto lungo non oltre 15–20 cm.

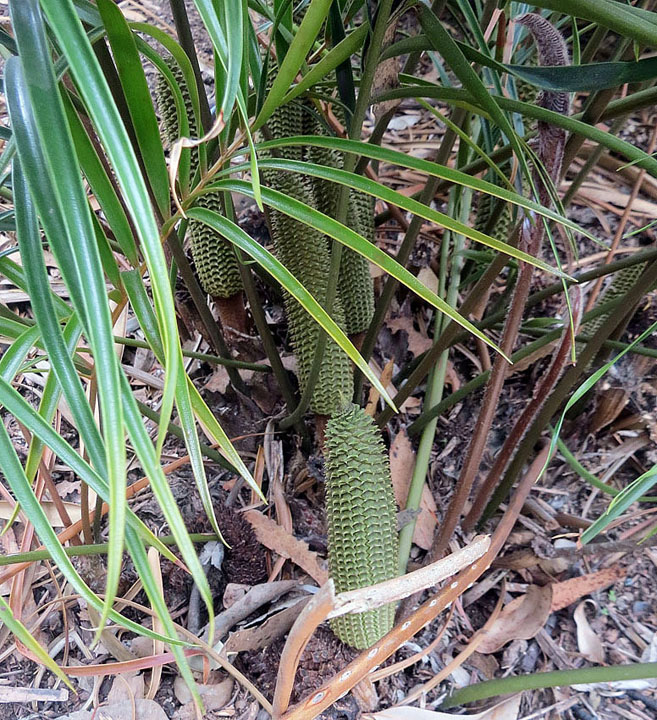
Coni maschili

Le foglie, da 3 a 5, lunghe 100–180 cm, sono disposte a corona all'apice del fusto; all'inizio sono di colore bronzeo e tomentose, una volta mature acquisiscono una colorazione verde brillante e divengono glabre; sono sorrette da un picciolo 20–30 cm, in genere privo di spine e sono composte da 70-90 foglioline lanceolate, di consistenza coriacea, lunghe 10–22 cm, prive di venatura centrale, inserite su un rachide con arrangiamento lievemente spiraloide.
È una specie dioica, che presenta coni maschili conici, lunghi 20–30 cm, peduncolati, con microsporofilli lunghi 8–11 mm, e coni femminili globoso-cilindrici, lunghi 12–18 cm e larghi 5–8 cm, con macrosporofilli lunghi 2-2,5 cm; sia gli sporofilli maschili che quelli femminili presentano all'apice le caratteristiche protuberanze cornee tipiche del genere Ceratozamia.
I semi sono ovoidali, lunghi 17–22 mm, ricoperti da un tegumento di colore da bianco-crema a bruno.

## Distribuzione e habitat
C. kuesteriana è endemica dello stato messicano di Tamaulipas, nell'area compresa tra Gómez Farías e Tula.
 
Il suo habitat tipico è rappresentato dai pendii a substrato calcareo ricoperti da foresta di querce della Sierra Madre Orientale.

## Conservazione
Per la ristrettezza del suo areale e il declino della popolazione, stimata nel 2010 in poche centinaia di esemplari, La IUCN Red List classifica C. kuesteriana come specie in pericolo critico di estinzione (Critically Endangered).
La specie è inserita nell'Appendice I della Convention on International Trade of Endangered Species (CITES) e ne è vietato il commercio.